# Пречистенский сельсовет
Пречистенский сельсовет — сельское поселение в Измалковском районе Липецкой области Российской Федерации.
Административный центр — село Быково.

## История
Статус и границы сельского поселения установлены Законом Липецкой области от 23 сентября 2004 года № 126-ОЗ «Об установлении границ муниципальных образований Липецкой области»

## Население
| 2010 | 2012 | 2013 | 2014 | 2015 | 2016 | 2017 |
| ---- | ---- | ---- | ---- | ---- | ---- | ---- |
| 651  | ↘629 | ↘623 | ↘600 | ↘585 | ↘578 | ↘577 |
| 2018 | 2021 |      |      |      |      |      |
| ↘573 | ↘555 |      |      |      |      |      |

## Состав сельского поселения
| № | Населённый пункт | Тип населённого пункта       | Население |
| - | ---------------- | ---------------------------- | --------- |
| 1 | Бережки          | деревня                      | 3         |
| 2 | Быково           | село, административный центр | 300       |
| 3 | Гниловоды        | село                         | 133       |
| 4 | Пречистено       | село                         | 36        |
| 5 | Слобода-Заречье  | деревня                      | 86        |
| 6 | Хухлово          | деревня                      | 93        |